# Mykola Lyssenko
Pour les articles homonymes, voir Lyssenko (homonymie).
Mykola Vitaliïovytch Lyssenko (en ukrainien : Микола Віталійович Лисенко), né à Hrynky le 10 mars 1842 (22 mars 1842 dans le calendrier grégorien) et mort à Kiev le 24 octobre 1912 (6 novembre 1912 dans le calendrier grégorien), est un compositeur, pianiste, chef d'orchestre et ethnomusicologue ukrainien. Son nom est donné à l'Académie musicale de Lviv en 1903. Il était l'oncle de l'écrivaine Lioudmyla Starytska-Tcherniakhivska.

## Biographie
Mykola Lyssenko naît à Hrynky dans le gouvernement de Poltava. Dès l'enfance, il apprend des rudiments de piano auprès de sa mère. Il s'intéresse aux chansons traditionnelles des paysans ukrainiens et à la poésie de Taras Chevtchenko.

Quand en 1861, le corps de Taras Chevtchenko est ramené de Saint-Pétersbourg jusqu'en Ukraine, Lyssenko est un des porteurs de cercueil.
Durant ses études à l'université de Kiev, il se consacre à collecter et classer les chansons ukrainiennes traditionnelles, qui seront publiées en sept volumes. Une de ses sources principales est le kobzar Ostap Veressaï  (en hommage duquel, Lyssenko prénommera d'ailleurs son fils). Il collectera en tout environ 500 chansons traditionnelles.
Mykola Lyssenko étudie la biologie à l'université de Kharkov (diplômé en 1865), se consacrant à la musique sur son temps libre. Grâce à une bourse d'études accordée par la Société musicale russe, il poursuit des études musicales au Conservatoire de Leipzig. C'est là qu'il comprend l'importance de collecter, développer et créer la musique ukrainienne, plutôt que de copier les œuvres des compositeurs classiques de l'Ouest.
À son retour en Ukraine, il s'établit à Kiev et commence à composer des œuvres d'inspiration ukrainienne. Son approche ukrainophile déplaît à Société musicale impériale russe. Aussi leurs relations se détériorent, et Lyssenko ne composera aucune œuvre en langue russe, ni n'autorisera aucune traduction de ses travaux en russe.
Pour améliorer ses talents de compositeur, Mykola Lyssenko voyage à Saint-Pétersbourg et prend des cours auprès de Nikolaï Rimski-Korsakov dans le milieu des années 1870. Mais son nationalisme ukrainien fervent et son dédain pour l'autocratie russe freinent sa carrière. Il soutient la révolution de 1905 et est brièvement emprisonné en 1907. En 1908, il préside le Club ukrainien (en ukrainien : Український клуб), association des personnages publics ukrainiens à Kiev , qui compte parmi ses membres l'écrivain Ivan Netchouï-Levytsky ou encore la poétesse Lessia Oukraïnka. Lyssenko a également été en rapport avec Ivan Franko.
Pour les libretti de ses opéras, Lyssenko insiste pour n'employer que la langue ukrainienne. Impressionné par son Tarass Boulba, Piotr Ilitch Tchaïkovski souhaite monter l'œuvre à Moscou, mais l'intransigeance de Lyssenko à ce que l'opéra soit joué en ukrainien et non en russe, empêche la concrétisation du projet.
Dans la fin de sa vie, Mykola Lyssenko collecte des fonds pour fonder une école de musique ukrainienne, qui ouvre en 1904. Il dirige l'école jusqu'à sa mort en 1912, sa fille Mariana prenant sa succession de 1912 à 1918.

## Œuvres

### Opéras
Mykola Lyssenko a composé de nombreux opéras, dont notamment Natalka Poltavka (en), La Noyée (uk) (d'après la nouvelle de Gogol, Une nuit de mai, ou la Noyée) et Tarass Boulba.

### Piano
Lyssenko a composé de nombreuses œuvres pour piano, dont une sonate et deux rhapsodies.

### Œuvres vocales
Les premières œuvres vocales de Lyssenko sont des arrangements de chants populaires ukrainiens et des compositions basées sur les poèmes de Tarass Chevtchenko. Par la suite, il mettra en musique d'autres poètes ukrainiens, ainsi que des traductions de poètes allemands, traductions qu'il réalise parfois lui-même.

### Études musicologiques
Lyssenko réalise les premières études ethnomusicologiques du kobzar Ostap Veressaï, lesquelles sont publiées en 1873 - 1874, et font toujours autorité. Dans ses travaux, Lyssenko démontre comment le contenu mélodique ukrainien diffère de celui russe, notamment par son approche et son usage du mouvement chromatique. Cet aspect sera censuré dans les rééditions de ses travaux en Union soviétique.
Lyssenko a également étudié et transcrit le répertoire d'autres kobzari de plusieurs régions d'Ukraine, tels que Opanas Slastion de Poltava ou Pavlo Bratytsia (uk) de Tchernigov. Il a également réalisé des études approfondies des instruments de musique traditionnels ukrainiens, tel que le torban (en). Celles-ci font de lui le précurseur de l'organologie ukrainienne.

## Hommages
L'opéra-théâtre national Lyssenko de Kharkiv porte son nom.

## Source
- (en) Cet article est partiellement ou en totalité issu de l’article de Wikipédia en anglais intitulé « Mykola Lysenko » (voir la liste des auteurs).